# Sequeade
Sequeade é uma povoação portuguesa do Município de Barcelos que foi sede da extinta Freguesia de Sequeade, freguesia que tinha 2,33 km² de área e 795 habitantes (2011), e, por isso, uma densidade populacional de 341,2 hab/km².
A Freguesia de Sequeade foi extinta em 2013, no âmbito de uma reforma administrativa nacional, tendo sido agregada às freguesias de São João de Bastuço e Santo Estêvão de Bastuço, para formar uma nova freguesia denominada União das Freguesias de Sequeade e Bastuço (São João e Santo Estêvão) da qual é sede.

## População
| População da freguesia de Sequeade (1864 – 2011) | População da freguesia de Sequeade (1864 – 2011) | População da freguesia de Sequeade (1864 – 2011) | População da freguesia de Sequeade (1864 – 2011) | População da freguesia de Sequeade (1864 – 2011) | População da freguesia de Sequeade (1864 – 2011) | População da freguesia de Sequeade (1864 – 2011) | População da freguesia de Sequeade (1864 – 2011) | População da freguesia de Sequeade (1864 – 2011) | População da freguesia de Sequeade (1864 – 2011) | População da freguesia de Sequeade (1864 – 2011) | População da freguesia de Sequeade (1864 – 2011) | População da freguesia de Sequeade (1864 – 2011) | População da freguesia de Sequeade (1864 – 2011) | População da freguesia de Sequeade (1864 – 2011) |
| ------------------------------------------------ | ------------------------------------------------ | ------------------------------------------------ | ------------------------------------------------ | ------------------------------------------------ | ------------------------------------------------ | ------------------------------------------------ | ------------------------------------------------ | ------------------------------------------------ | ------------------------------------------------ | ------------------------------------------------ | ------------------------------------------------ | ------------------------------------------------ | ------------------------------------------------ | ------------------------------------------------ |
| 1864                                             | 1878                                             | 1890                                             | 1900                                             | 1911                                             | 1920                                             | 1930                                             | 1940                                             | 1950                                             | 1960                                             | 1970                                             | 1981                                             | 1991                                             | 2001                                             | 2011                                             |
| 350                                              | 323                                              | 283                                              | 327                                              | 335                                              | 321                                              | 422                                              | 494                                              | 535                                              | 603                                              | 628                                              | 651                                              | 733                                              | 804                                              | 795                                              |